# Zosteractinidae
Zosteractinidae é uma família de milípedes pertencente à ordem Julida.
Géneros:
- Ameractis Causey, 1959
- Zosteractis Loomis, 1943